# Jon Sieben
Jonathan "Jon" Scott Sieben (Brisbane, 24 de agosto de 1966) é um ex-nadador australiano, campeão olímpico em Los Angeles 1984.
Sieben estreou internacionalmente com apenas 15 anos, nos Jogos da Commonwealth de 1982, onde conquistou uma medalha de bronze nos 200 metros borboleta, assim como o ouro no revezamento medley. Sieben era conhecido por seus amigos como "Camarão", por ter apenas 1,73 metro de altura, em contraste com o nadador dominante da época, Michael Gross, o detentor do recorde mundial, conhecido como "Albatroz", com 2 metros de altura e envergadura de 2,25 metros. Ele também enfrentou o recordista mundial dos 100 m borboleta, Pablo Morales. Nas Olimpíadas de Los Angeles em 1984, Sieben nadou na esteira de Gross e Morales nos primeiros 150 m, antes de ultrapassá-los nos últimos 50 m para reivindicar a medalha de ouro com recorde mundial em 1m57s04, mais de quatro segundos mais rápido que ele já havia nadado antes. 
Para os Jogos Olímpicos de Seul em 1988, a capacidade de Sieben tinha diminuído, e não obteve vaga para os 200 m borboleta e terminou em quarto nos 100 m borboleta. Ele continuou para os Jogos Olímpicos de Barcelona em 1992, mas não conseguiu chegar à final dos 100m borboleta. Ele fazia parte da equipe da Austrália no revezamento 4x100m medley que terminou em sétimo na final, com o recorde nacional de 3m42s65.
Foi recordista mundial dos 200 metros borboleta entre 1984 e 1985.